# 探訪
| ウィキペディアには「探訪」という見出しの百科事典記事はありません（タイトルに「探訪」を含むページの一覧/「探訪」で始まるページの一覧）。 代わりにウィクショナリーのページ「探訪」が役に立つかもしれません。 |